# Bracon bakeri
Bracon bakeri är en stekelart som beskrevs av Cameron 1905. Bracon bakeri ingår i släktet Bracon och familjen bracksteklar. Inga underarter finns listade.